# Carmen Pastenes
Carmen Pastenes (Arauco, 16 de julio de 1800-Chuquicamata, 29 de marzo de 1933) fue una mujer chilena que participó como soldado en la Guerra del Pacífico. Se integró a la filas a los 80 años presentándose como hombre. Fue descubierta tras ser herida, otorgándosele la calidad de cantinera. Tras regresar a su país, cuenta la leyenda que vivió hasta los 132 años, algo totalmente imposible ya que el cuerpo humano no está preparado para semejante longevidad. Hay fuentes que indican que esta mujer ni siquiera existió aunque haya una tumba con su nombre que, para alimentar el mito,jamás se permitió que fuera exhumada. Sus supuestos restos mortales se hallan en el Cementerio de Chuquicamata, Chile.

## Reseña biográfica
Fue concebida en el siglo XVIII, luchó en la Guerra del Pacífico el siglo XIX y se desempeñó como niñera de los hijos de un magnate el siglo 20. Aunque existen algunas inconsistencias en el relato militar, está establecido que Carmen Pastenes se unió al ejército chileno por causa de su hijo Ignacio. Para hacerlo se hizo pasar por hombre usando como nombre "Carmelo". Ya fallecido Ignacio en combate su madre —bajo el nombre de "Carmelo"— permaneció en las filas hasta resultar herida en una escaramuza sobre un puente. Allí se descubrió su verdadero sexo y por orden militar se le confirió la calidad de cantinera. Avanzó con las tropas hasta la toma de Lima, retornando posteriormente a Chile. Se radicó en la zona que había sido integrada tras la guerra y en Tocopilla trabajó para el industrial Enrique Sloman. En 1917 se radicó en Chuquicamata, donde falleció el 29 de marzo de 1933, a la avanzada edad de 132 años. A su muerte fue despedida con honores militares por Carabineros de la unidad de Chuquicamata.

## Controversias
Aunque existen detractores de su historia existen también documentos que la avalarían,aunque se sospecha que estos fueron realmente creados para sostener el mito de que la persona más anciana de todos los tiempos era chilena. Estos son el certificado de defunción, que acredita "oficialmente" su edad. La ficha militar, que certifica su presencia en el Regimiento "Atacama". La tumba cuya placa consigna los mismos datos de su certificado de defunción y que fue colocada por su familia al momento de fallecer y por último, relatos familiares que coinciden en que Carmen fue a la guerra para vengar a su hijo y que falleció muy longeva, aunque no existen elementos fiables para afirmar que muriera a semejante edad.La ciencia asegura que el ser humano tiene un límite biológico de 120 años y, de hecho, solo una persona alcanzó esa edad, la francesa Jeanne Calment y aún en ese caso su edad es discutida. Si Pastenes hubiese vivido la cantidad de años que la leyenda le atribuye estaríamos literalmente ante un caso sobrehumano.